# Helenius de Cock
Helenius de Cock (Eppenhuizen, 1 november 1824 – Kampen, 2 januari 1894) was vanaf 1854 hoogleraar aan Theologische School te Kampen. Voor dat hij hoogleraar was, was hij predikant te Meeden-Nieuwe Pekela (1844), Appingedam-Bierum (1845), 's-Hertogenbosch (1847), Kampen (1852–'54).

## Leven
De Cock was de zoon van Hendrik de Cock en Frouwe Helenius Fenema. Hij was de oudste van zeven kinderen.
In 1845 werd hij predikant van de Christelijk-afgescheiden gemeente te Oude- en Nieuwe-Pekela. In 1854 stichtte de synode van Zwolle van de Christelijke Afgescheiden Gereformeerde Kerk de Theologische School te Kampen. Helenius de Cock werd samen met A. Brummelkamp, T.F. de Haan en S. van Velzen benoemd tot de eerste docenten van de nieuwe school. De eerste jaren gaf hij dogmatiek, nadat Herman Bavinck dit van hem overnam gaf hij symboliek, kerkrecht, logica en psychologie.
In 1880 werd hij benoemd als ridder in de orde van de Nederlandse Leeuw.
In 1892 werd Helenius de Cock, door de fusie van de dolerende kerken en de Christelijke Gereformeerde Kerk, lid van de nieuw ontstane kerkformatie, de Gereformeerde Kerken in Nederland.
- Biografisch Portaal: 78273239
- Digitale Bibliotheek voor de Nederlandse Letteren: cock021
- International Standard Name Identifier: 0000 0003 9553 4752
- Nederlandse Thesaurus van Auteursnamen: 083722599
- Virtual International Authority File: 290303567
- WorldCat: E39PBJf49ymrbk3kDHRq9B7T73